# Pustynia Danakilska

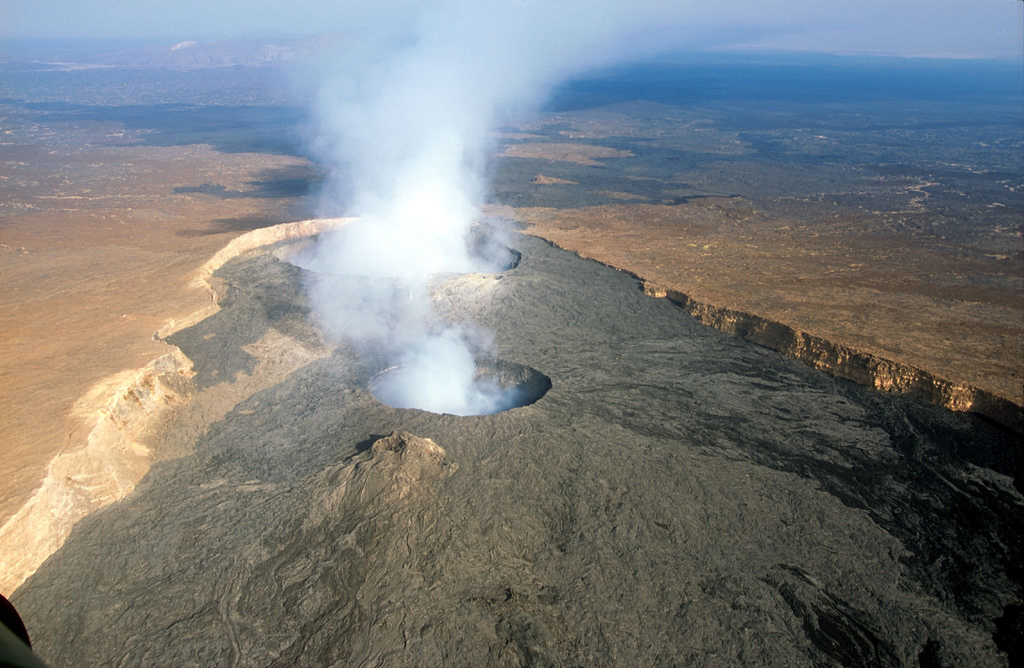
Erta Ale – wulkan tarczowy na Pustyni Danakilskiej

Pustynia Danakilska, Danakil – pustynia w północno-wschodniej Afryce, na obszarze północnej Etiopii, południowo-wschodniej Erytrei i w dużym stopniu na obszarze Dżibuti.
Pustynia Danakilska, jeden z najmniej gościnnych obszarów na Ziemi, położona jest w centrum Kotliny Danakilskiej, dużej depresji geologicznej leżącej do 120 m p.p.m., na północy pustynię od Morza Czerwonego oddzielają Góry Danakilskie. Charakterystyczną cechą krajobrazu są czarne zastygłe formacje lawy, dymiące stożki wulkaniczne, gorące źródła i pola siarki.
Pustynia Danakilska jest jednym z najgorętszych miejsc na Ziemi, ze średnią dzienną temperaturą wynoszącą ok. 27 °C, często przekraczającą ponad 50 °C, a niejednokrotnie nawet 60 °C (osiągając do 67 °C, co jest nieoficjalnym rekordem świata). Opady deszczu nie przekraczają 200 mm rocznie. Trudno znaleźć cień.
Jako część systemu Wielkich Rowów Afrykańskich, pustynia Danakilska jest narażona na znaczącą aktywność sejsmiczną, aczkolwiek żadne większe trzęsienie ziemi nie miało miejsca w czasach historycznych. Znajduje się tu wiele aktywnych wulkanów, obszar ten jest jednym z najbardziej aktywnych wulkaniczne obszarów na Ziemi.
Pomimo skrajnych warunków, suchego klimatu i braku wody część pustyni jest zamieszkana przez wiele gatunków zwierząt, głównie roślinożernych, takich jak zebra Grevy'ego, aul czy osioł afrykański. Na pustyni znajdują się małe złoża magnezu i potasu, ale głównym surowcem jest sól kamienna, pochodząca z pól solnych z okolic licznych słonych jezior w regionie. Największym z nich jest jezioro Asal, na terenie Dżibuti niedaleko granicy z Erytreą, położone 153 m p.p.m. Sól transportowana jest przez karawany wielbłądów, w postaci tabliczek znanych jako „amole”, kiedyś używanych jako waluta na tym obszarze.
„Danakil” jest nazwą pochodzącą z języka arabskiego dla miejscowego ludu Afarów, ludu negroidalnych pasterzy posługujących się językiem afar, należącym do kuszyckiej grupy językowej.